# Gavino Pes
Gavino Pes, apodado Don Baignu, (Tempio Pausania, 31 de julio de 1724 - 24 de octubre de 1795), sacerdote y poeta italiano en lengua sarda.
De antigua familia noble, sacerdote y canónigo de la catedral de Cagliari a partir de 1750 aproximadamente, para retirarse en Tempio más tarde. Fue un amante de la bella vita y de las mujeres, a las que dedicó numerosas composiciones poéticas y canciones. Está enterrado en la iglesia de San Francisco en Tempio.
Fue el primer autor en emplear el dialecto galurés en composiciones poéticas, que se encuadran en el periodo literario de la Arcadia.

## Obra
- Tempo, 1899, junto con Vittorio Vettori;
- Poeti sardi: Tormento, 1924;
- Canti di Gallura, 1929/1957;
- Raccolta di poesie tempiesi;
- Tutti li canzoni: le straordinarie rime d'amore e di gelosia del "Catullo gallurese" del Settecento, 1981;
- Le piu belle poesie, junto con Raimondo Carta Raspi.

- Datos: Q1087867